# Corporation for Public Broadcasting
Die Corporation for Public Broadcasting (CPB) ist eine nichtkommerzielle Gesellschaft zur Förderung und Unterstützung des öffentlich-rechtlichen Rundfunks in den Vereinigten Staaten von Amerika mit Sitz in Washington, D.C.

## Auftrag
Die Gründung geht wesentlich auf den Public Broadcasting Act von 1967 zurück. CPB ist eine private Nonprofit Corporation, die durch den Kongress am 7. November 1967 ins Leben gerufen wurde. Die Vereinigung ist heute der größte Förderer von Public-Media-Stationen sowie deren online und mobile services in den USA.
CPBs Auftrag ist es, den unbeschränkten und flächendeckenden Zugang zu öffentlichem Rundfunk und anderen Medien für alle Amerikaner zu gewährleisten. Die geförderten Programme müssen nichtkommerziell sein und eine gute inhaltliche Qualität aufweisen. Die Rolle der CPB im öffentlichen Rundfunk definiert die Vereinigung weiters darin, die Stationen durch eine Bundesförderung vor politischem Einfluss zu schützen und gleichzeitig so ihre politische Unabhängigkeit zu wahren.
Heute bestreiten die meisten regionalen öffentlichen Radio- und Fernsehstationen nur 10 % ihres Budgets aus Mitteln der CPB. Das Gros stammt aus Unternehmensspenden, anderen staatlichen Mitteln und direkten Beiträgen von Zuschauern und Zuhörern.

## Geschichte
Die Geschichte des öffentlichen und unabhängigen Rundfunks in den USA ist eng mit der CPB verknüpft. Erst durch diese Instrument wurde es möglich, ein flächendeckendes Netz von rund 1.000 Hörfunk- und 350 Fernsehsender des NPR bzw. PBS aufzubauen. Vor allem republikanischen Politikern sind viele Produkten des Public Broadcastings zu liberal ausgerichtet und sie stellen immer wieder dessen Finanzierung in Frage.
Zu den verheerendsten Einschnitten in der Geschichte des öffentlichen US-Rundfunks entschloss sich Anfang 2017 US-Präsident Donald Trump. In seinem Haushaltsentwurf für 2018 plant er die Finanzierung der „Corporation for Public Broadcasting“ zurückziehen und nur noch Zuwendungen zu vergeben um den noch laufenden Finanzierungsprozess zu Ende zu bringen. Das Gesamtbudget von 445 Millionen US-Dollar solle gestrichen werden, teilte der Direktor des US-Amtes für Verwaltung und Haushaltswesen, Mick Mulvaney mit.
PBS-Präsidentin Paula Kerger verwies im März 2017 darauf, dass kleine Public Broadcasting Stationen auf dem Land am meisten auf die CPB-Gelder angewiesen seien und manche ohne die staatlichen Zuschüsse nicht überleben könnten.

## Finanzierung
Die CPB finanziert ihre Arbeit aus Steuermitteln. Der Haushalt der CPB macht 0,012 % des Bundesbudgets oder $4 pro Person und Jahr aus.
Anfang August 2025 wurde bekannt, dass CPB als Folge des Entzugs bereits zugesagter Mittel in Höhe von 1,1 Milliarden US-Dollar bis Ende Januar 2026 den Betrieb einstellen müsse.

## Struktur
70 Prozent der Fördergelder gehen an insgesamt knapp 1.500 lokale und regionale Public Radio und Public Televisions Stationen. Mehr als 1.041 lokale Public Radio Stationen und mehr als 365 lokale Public Television Stations erhalten derzeit eine Förderung der CPB. Daneben unterstützt CBP Programmproduzenten, hat aber keine eigenen Verbreitungswege.
Zu CPB gehören oder werden von ihr finanziert:
- American Public Television, der größte Programmproduzent von U.S. Public Television Stations.
- Independent Television Service (ITVS), finanziert, verbreitet und bewirbt unabhängig produzierte TV-Inhalte.
- National Educational Telecommunications Association (NETA), die jährlich 2.000 Programmstunden von PM-Stationen mittels Satellit an Stationen in den ganzen USA verbreitet.

CPB finanziert zu überdies zu wesentlichen Teilen das National Public Radio und den Public Broadcasting Service.